# Suchoi Su-12
Die Suchoi Su-12 (russisch Сухой Су-12, NATO-Codename: Type 23), auch als Projekt RK bezeichnet, war ein sowjetisches zweimotoriges Aufklärungsflugzeug, das kurz nach dem Zweiten Weltkrieg realisiert wurde. Es war der letzte im OKB Suchoi entwickelte Typ mit Kolbenmotor.

## Entwicklung
Das Experimental-Konstruktionsbüro (OKB) Suchoi orientierte sich bei der Konstruktion stark an dem deutschen Aufklärer Focke-Wulf Fw 189. Einige Exemplare dieses Typs waren während des Krieges von der Roten Armee erbeutet und im Wissenschaftlichen Forschungsinstitut der sowjetischen Luftstreitkräfte (NII WWS) getestet worden. Daraus resultierend erging im Juli 1943 der Auftrag eines ähnlichen Projekts, das die Bezeichnung RK (für Raswedtschik-korrektirowschtschik, Aufklärer-Späher) erhielt. Viele Baugruppen des von den sowjetischen Soldaten als „Fliegender Rahmen“ bezeichneten Flugzeugs wurden für das neue Projekt nachgestaltet, so etwa die im Tragflächenmittelstück angeordnete und eine ausgezeichnete Rundumsicht bietende vollverglaste Besatzungsgondel sowie die Auslegung mit Doppelrümpfen, die mit Bombenschächten ausgestattet waren und das Hauptfahrwerk sowie im vorderen Teil die Motoren aufnahmen. Der Antrieb erfolgte durch zwei Sternmotoren Schwezow ASch-82, die vierblättrige Luftschrauben antrieben. Die Tragflächen waren in Mitteldeckerbauweise an den Rümpfen angeordnet. Im November 1943 waren die Entwürfe ausgearbeitet, ein Auftrag für den Bau eines Prototyps erfolgte jedoch nicht.
Nach Kriegsende forderte der Marschall für Artillerie, Nikolai Woronow, Mitte 1946 in einem Brief an die Regierung die Entwicklung eines bewaffneten Artilleriebeobachtungsflugzeugs mit guter Rundumsicht und Fotoausrüstung. Der Ministerrat der UdSSR genehmigte am 10. Juli des Jahres den Vorschlag und erteilte Suchoi den Entwicklungsauftrag. Basierend auf den Plänen von 1943 wurden die Projektierungsarbeiten im März 1947 abgeschlossen und mit dem Bau eines Prototyps begonnen. Das nun als Su-12 bezeichnete Flugzeug war im August 1947 fertiggestellt und die Flugerprobung begann am 26. des Monats mit dem Erstflug. Als Antrieb dienten anfangs zwei ASch-82M, die aber bald durch leistungsstärkere ASch-82FN ersetzt wurden. Die weiteren Tests wurden am LII durchgeführt, wo der Su-12 gute Manövrierbarkeit, hervorragende Rundumsicht und eine geräumige Kabine bescheinigt wurden. Allerdings forderte man auch Änderungen, so wurden zum Beispiel die Fahrwerkskonstruktion, die Kraftstoffanlage, die Instrumentierung und die Wirkung der Luftschrauben bemängelt. Die aus 20-mm-Kanonen bestehende Abwehrbewaffnung für den hinteren Bereich bereitete ebenfalls Probleme. Die Änderungen, die unter anderem auch eine Verlängerung der Leitwerksträger und den Einbau von zwei AW-9WF-21-Luftschrauben umfassten, nahmen einige Zeit in Anspruch. Zwischenzeitlich wurde die Su-12 1948 auf der Luftparade von Tuschino öffentlich vorgeführt. Erst im September 1949 begann das Flugzeug zum zweiten Mal die staatliche Erprobung. Erneut wurden gute Flugeigenschaften und vielversprechende Leistungen attestiert, doch abermals erfolgte kein Auftrag zur Serienfertigung, so dass Marschall Woronow wiederum in einem Brief an den Ministerrat den Bau einer kleinen, zehn Stück umfassenden Vorserie vorschlug, der, da die Luftfahrtindustrie des Landes zu jener Zeit mit dem Großserienbau von Flugzeugen vollständig ausgelastet war, eine anschließende Produktion in der Tschechoslowakei folgen sollte. Auch ein Einbau leistungsstärkerer ASch-62-Triebwerke wurde in Erwägung gezogen. Die folgende Debatte zog sich bis zum Juni 1950 hin und endete letztlich mit dem Abbruch des Projekts. Begründet wurde diese Entscheidung mit der Auslegung als Kolbenmotorflugzeug, die in der anbrechenden Strahltriebwerksära nicht mehr den gestellten Anforderungen entsprach. So blieb die Su-12, obwohl anfangs in einer Stückzahl von 550 geplant und dringend von der Artillerie gefordert, nur ein Einzelstück. Geflogen wurde sie unter anderem von Sergei Anochin und Mark Gallai.

## Technische Daten

Dreiseitenriss

| Kenngröße               | Daten                                             |
| ----------------------- | ------------------------------------------------- |
| Hersteller              | OKB Suchoi                                        |
| Baujahr                 | 1947                                              |
| Besatzung               | 4                                                 |
| Länge                   | 13,05 m                                           |
| Spannweite              | 21,58 m                                           |
| Höhe                    | 4,26 m                                            |
| Flügelfläche            | 52,4 m²                                           |
| Leermasse               | 7.552 kg                                          |
| Startmasse              | 9.510 kg                                          |
| Antrieb                 | zwei Schwezow ASch-82FN                           |
| Leistung                | 1.850 PS (1.361 kW)                               |
| Höchstgeschwindigkeit   | 530 km/h in 5.300 m Höhe                          |
| Marschgeschwindigkeit   | 460 km/h                                          |
| Steigzeit               | 5,3 min auf 5.000 m Höhe                          |
| Dienstgipfelhöhe        | 11.000 m                                          |
| Reichweite              | 1.140 km                                          |
| Start-/Landerollstrecke | jeweils 220 m                                     |
| Bewaffnung              | vier 20-mm-Kanonen B-20E mit insgesamt 200 Schuss |
| Bombenlast              | 450 kg                                            |